# Donny Grant
Donny Grant (12 aprile 1976) è un ex calciatore costaricano, di ruolo portiere.